# سونیک فاندری
سونیک فاندری (انگلیسی: Sonic Foundry) شرکت نرم‌افزار آمریکایی است، که در سال ۱۹۹۱ تأسیس شد.